# Jewgienij Jewiec
Jewgienij Iwanowicz Jewiec, ros. Евгений Иванович Евец (ur. 14 listopada 1905 r. w guberni grodzieńskiej, zm. 17 marca 1990 r. w Paryżu) – rosyjski emigracyjny działacz prawosławny, kierownik chórów cerkiewnych.
Po rewolucji bolszewickiej 1917 r. jego rodzina wyjechała z Rosji do Polski. W latach 1933–1936 J. I. Jewiec studiował w konserwatorium muzycznym w Warszawie. Po zakończeniu nauki kierował chórem cerkiewnym. Nauczał też śpiewania. Po zajęciu wschodnich terenów II Rzeczypospolitej przez Armię Czerwoną w II poł. września 1939 r., był organistą i regentem chóru w jednej z cerkwi w Bielsku Podlaskim. Pod koniec wojny znalazł się w Niemczech. Po jej zakończeniu przebywał w obozie dla dipisów pod Kassel. W 1946 r. wstąpił do Ludowo-Pracowniczego Związku Rosyjskich Solidarystów. Brał udział w kolportażu publikacji wydawnictwa "Posiew". W 1947 r. założył cerkiew obozową. Kierował chórem cerkiewnym. W 1948 r. wyemigrował do Maroka, gdzie w Casablance stał na czele chóru cerkiewnego. Powołał też chór dziecięcy. W 1962 r. wyjechał do Paryża. Kierował zespołem muzycznym młodzieży rosyjskiej, występując na koncertach i imprezach organizowanych przez emigrantów. Stał ponadto na czele chóru Rosyjskiego Studenckiego Ruchu Chrześcijańskiego. W chramie Św. Spirydiona w Rueil-Malmaison zorganizował chór cerkiewny. W 1966 lub 1968 r. został regentem soboru Św. Aleksandra Newskiego w Paryżu. Od 1970 r. nauczał muzykologii i śpiewu na kursach wieczorowych przy soborze. Był członkiem Stowarzyszenia Odnowicieli Prawosławnej Pieśni Cerkiewnej. Tłumaczył rosyjskie pieśni cerkiewne na język francuski.